# 御坊市
御坊市（ごぼうし）は、和歌山県中部に位置する市。和歌山県紀中･日高地域での中核の都市である。また、熊野古道にも位置する。

## 地理

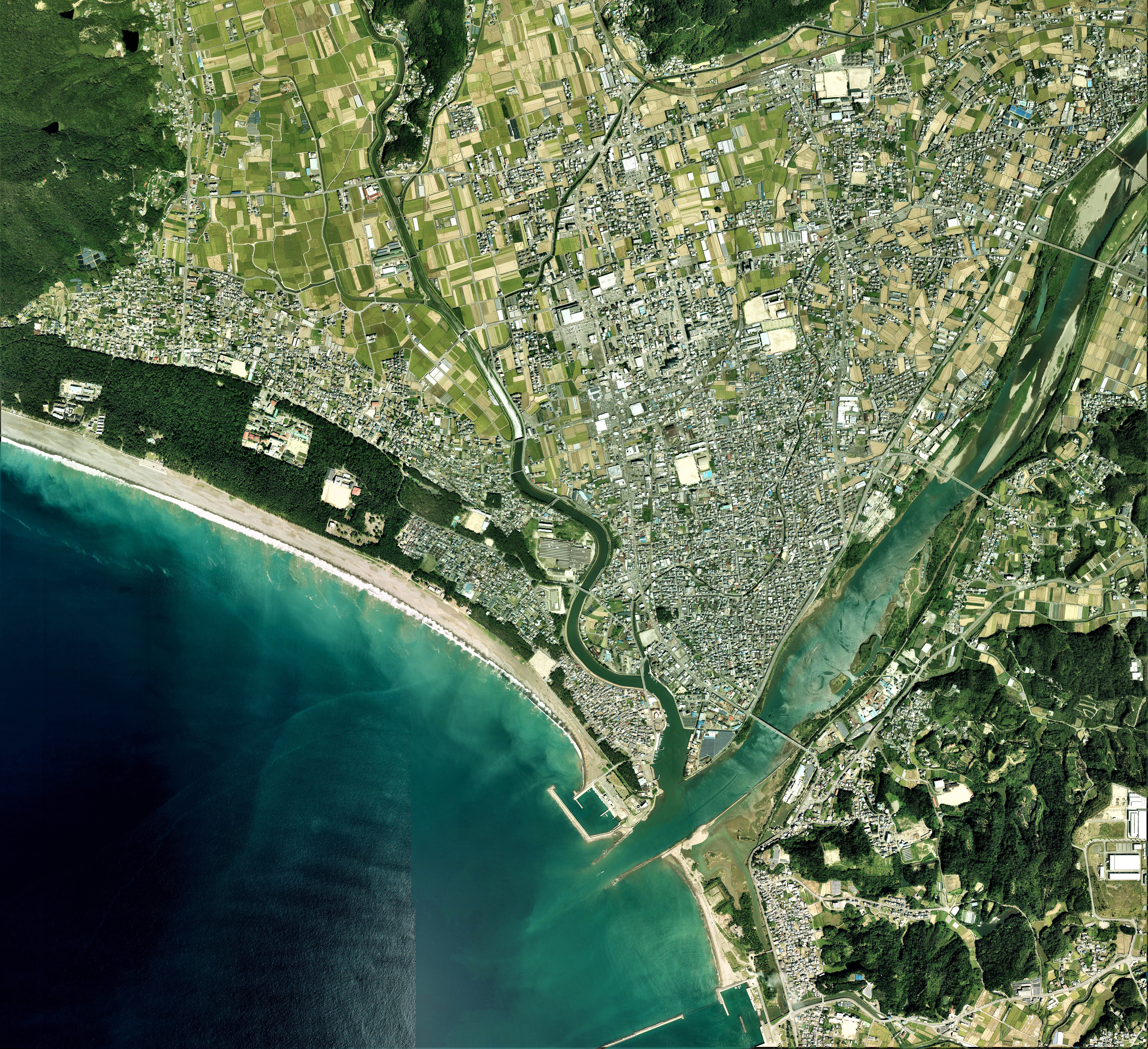
御坊市中心部周辺の空中写真。
2019年9月15日撮影の9枚を合成作成。。

和歌山県の海岸線のほぼ中央で、日高川の河口に位置する。
南北に長い地形で、紀伊水道に面した部分はほぼ平坦であるが、市の東側は山地になっているところもある。黒潮の影響で年間を通じて温暖多雨で、冬も霜が降りることはほとんどない。
今後発生が予測される南海トラフ巨大地震の際には、最大14mの津波が到達することが予想されている。これは和歌山県下で最大値である。

### 人口
平成22年国勢調査(速報値)より前回調査からの人口増減をみると、3.50％減の26,106人であり、増減率は県内30市町村中7位。
| |                                        |  |
| 御坊市と全国の年齢別人口分布（2005年） | 御坊市の年齢・男女別人口分布（2005年） |  |
| ■紫色 ― 御坊市 ■緑色 ― 日本全国 | ■青色 ― 男性 ■赤色 ― 女性              |  |
| 御坊市（に相当する地域）の人口の推移 \| 1970年（昭和45年） \| 30,573人 \| \| \| 1975年（昭和50年） \| 30,272人 \| \| \| 1980年（昭和55年） \| 30,398人 \| \| \| 1985年（昭和60年） \| 30,450人 \| \| \| 1990年（平成2年） \| 29,133人 \| \| \| 1995年（平成7年） \| 28,510人 \| \| \| 2000年（平成12年） \| 28,034人 \| \| \| 2005年（平成17年） \| 27,053人 \| \| \| 2010年（平成22年） \| 26,111人 \| \| \| 2015年（平成27年） \| 24,801人 \| \| \| 2020年（令和2年） \| 23,481人 \| \| |                                        |  |
| 総務省統計局 国勢調査より |                                        |  |
| 1970年（昭和45年） | 30,573人                               |  |
| 1975年（昭和50年） | 30,272人                               |  |
| 1980年（昭和55年） | 30,398人                               |  |
| 1985年（昭和60年） | 30,450人                               |  |
| 1990年（平成2年） | 29,133人                               |  |
| 1995年（平成7年） | 28,510人                               |  |
| 2000年（平成12年） | 28,034人                               |  |
| 2005年（平成17年） | 27,053人                               |  |
| 2010年（平成22年） | 26,111人                               |  |
| 2015年（平成27年） | 24,801人                               |  |
| 2020年（令和2年） | 23,481人                               |  |

## 歴史
市名は、浄土真宗本願寺（現在では西本願寺）の日高御坊（現本願寺日高別院）が約400年前に建立され、地元民がそれを御坊様と呼び親しんだことに由来する。その後寺内町として発展し、現在もその面影を残した街並みが残る。

### 沿革

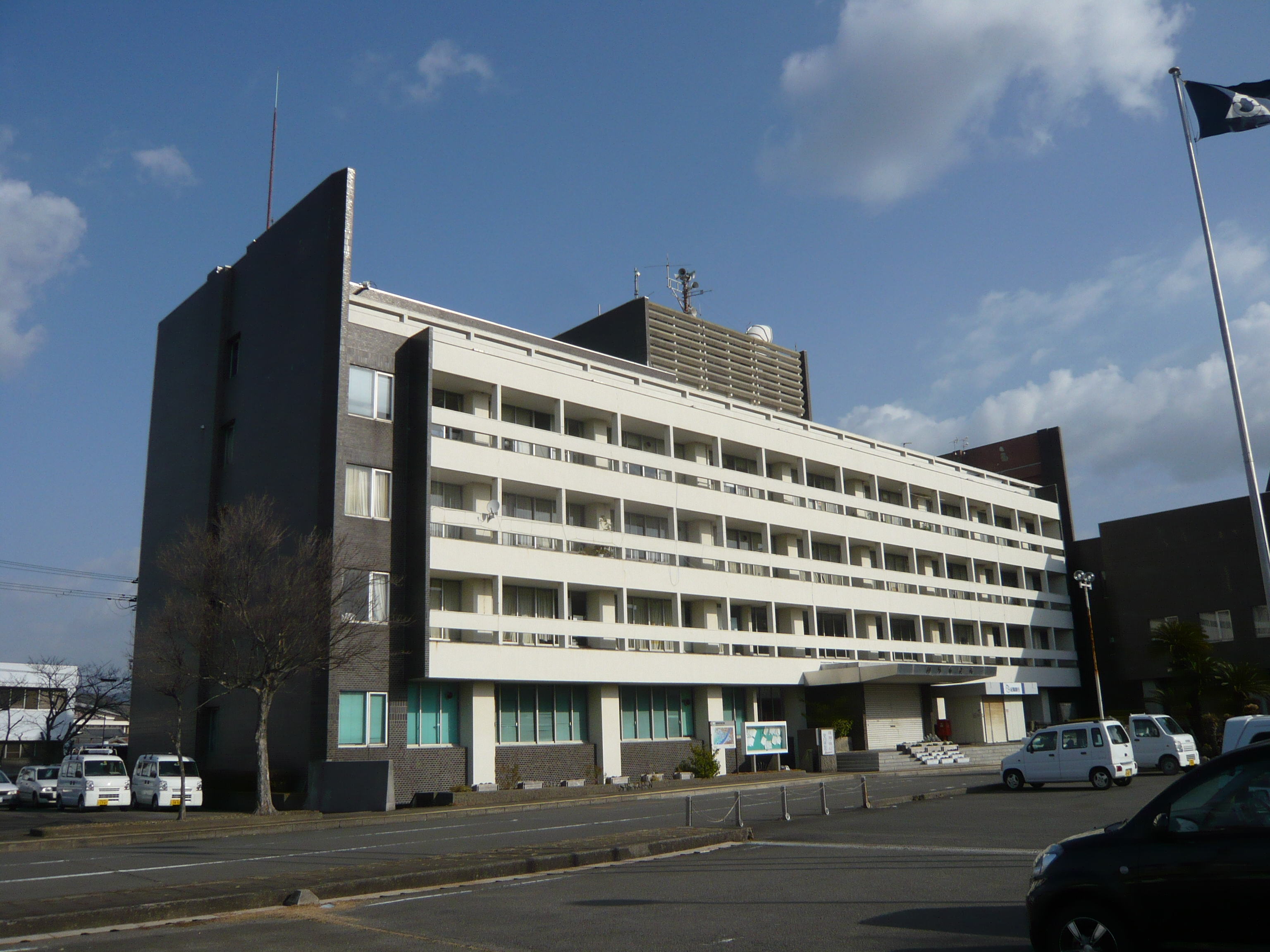
旧御坊市役所（2014年1月撮影）

- 1954年（昭和29年）4月1日 - 日高郡御坊町・湯川村・藤田村・野口村・名田村・塩屋村が合併して発足。市章および「御坊市歌」を制定。
- 1959年（昭和34年）4月1日 - 日高郡印南町の一部（大字明神川の一部）を編入。
- 1978年（昭和53年）11月1日 - 日高郡日高町の一部（大字荊木の一部）を編入。
- 2024年（令和6年）1月4日 - 御坊市役所、御坊市議会、御坊市教育委員会を集約して新庁舎に移転[2]。

## 行政
- 市長：三浦源吾（2020年6月11日就任、2期目）

| 代 | 氏名       | 就任年月日    | 退任年月日    | 備考          |
| -- | ---------- | ------------- | ------------- | ------------- |
| １ | 菅原清六   | 1954年4月     | 1959年1月     |               |
| ２ | 湯川周次郎 | 1959年1月     | 1967年1月     |               |
| ３ | 菅原清六   | 1967年1月     | 1972年6月     | 再任          |
| ４ | 玉置修吾郎 | 1972年6月     | 1992年6月     | 5期20年勤めた |
| ５ | 柏木征夫   | 1992年6月11日 | 2020年6月10日 | 7期28年勤めた |
| ６ | 三浦源吾   | 2020年6月11日 | 現職          |               |

### 地区
- 名屋
- 名屋町1～3
- 薗
- 御坊
- 島
- 湯川町
  - 湯川町財部
  - 湯川町小松原
  - 湯川町丸山
  - 湯川町富安
- 藤田町
  - 藤田町吉田
  - 藤田町藤井
- 荊木
- 野口
- 岩内
- 熊野
- 塩屋町
  - 塩屋町北塩屋
  - 塩屋町南塩屋
- 明神川
- 名田町
  - 名田町野島
  - 名田町上野
  - 名田町楠井

## 議会

### 市議会
- 定数：14人[3]（そのうち2人が女性で、議員の14.28％が女性）
- 任期：2023年1月26日 - 2027年1月25日

### 衆議院
- 選挙区：和歌山2区（海南市、橋本市、有田市、御坊市、田辺市、新宮市、海草郡、伊都郡、有田郡、日高郡、西牟婁郡、東牟婁郡）
- 任期：2024年10月27日 - 2028年10月26日
- 投票日：2024年10月27日
- 当日有権者数：378,558人
- 投票率：62.71％

| 当落 | 候補者名 | 年齢 | 所属党派   | 新旧別 | 得票数    |
| ---- | -------- | ---- | ---------- | ------ | --------- |
| 当   | 世耕弘成 | 61   | 無所属     | 新     | 101,739票 |
|      | 二階伸康 | 46   | 自由民主党 | 新     | 71,114票  |
|      | 新古祐子 | 52   | 立憲民主党 | 新     | 33,147票  |
|      | 楠本文郎 | 70   | 日本共産党 | 新     | 19,062票  |
|      | 高橋秀彰 | 42   | 鼎立の党   | 新     | 6,033票   |

## 経済
主産業は第一次産業である。

### 第一次産業
- 農業

上述の気候を生かし、主に野菜や花卉が生産されている。中でも花卉の生産は和歌山県の生産高の四分の一を占め、スイートピー、カスミソウ、スターチスは日本一の生産高を誇る。
- 漁業

海岸線に面した市の南部に7つの漁港があり、アジを中心にサバやサワラ、アワビやイセエビも水揚げされている。

### 第二次産業
古くは奥日高より日高川で運搬される木材の集散地として発展した。
現在は市南部の塩屋地区にある日高港企業用地、御坊工業団地を中心に製造企業の誘致活動が行われており、工業地域の一角を成している。
中でも、大洋化学による麻雀牌の生産高は日本一を誇っており、全自動卓用に至ってはほぼ100%のシェアを誇っている。

### 第三次産業
国道42号線沿線や、市中心部の本町商店街を中心に商業が発展していたが、昨今は中心部の商店街が衰退傾向にあり、国道42号線沿い、及び県道26号線沿いに位置する御坊市湯川町が発展傾向にある。

### 主な企業・工場
- 熊野御坊南海バス
- 紀州鉄道鉄道事業部
- 大洋化学
- 和歌山精機
- 関西電力御坊発電所
- 旭化成和歌山工場（2022年10月閉鎖予定）

### 日本郵政グループ
集配郵便局
- 御坊郵便局（薗）

無集配郵便局
- 御坊西町郵便局（御坊）
- 御坊島郵便局（島）
- 御坊湯川郵便局（湯川町小松原）

- 御坊財部（たから）郵便局（湯川町財部）
- 名田（なだ）郵便局（名田町上野）

- 御坊塩屋郵便局（塩屋町南塩屋）
- 藤井郵便局（藤田町藤井）

簡易郵便局
- 御坊岩内簡易郵便局（岩内）

- 富安簡易郵便局（湯川町富安）

ゆうちょ銀行

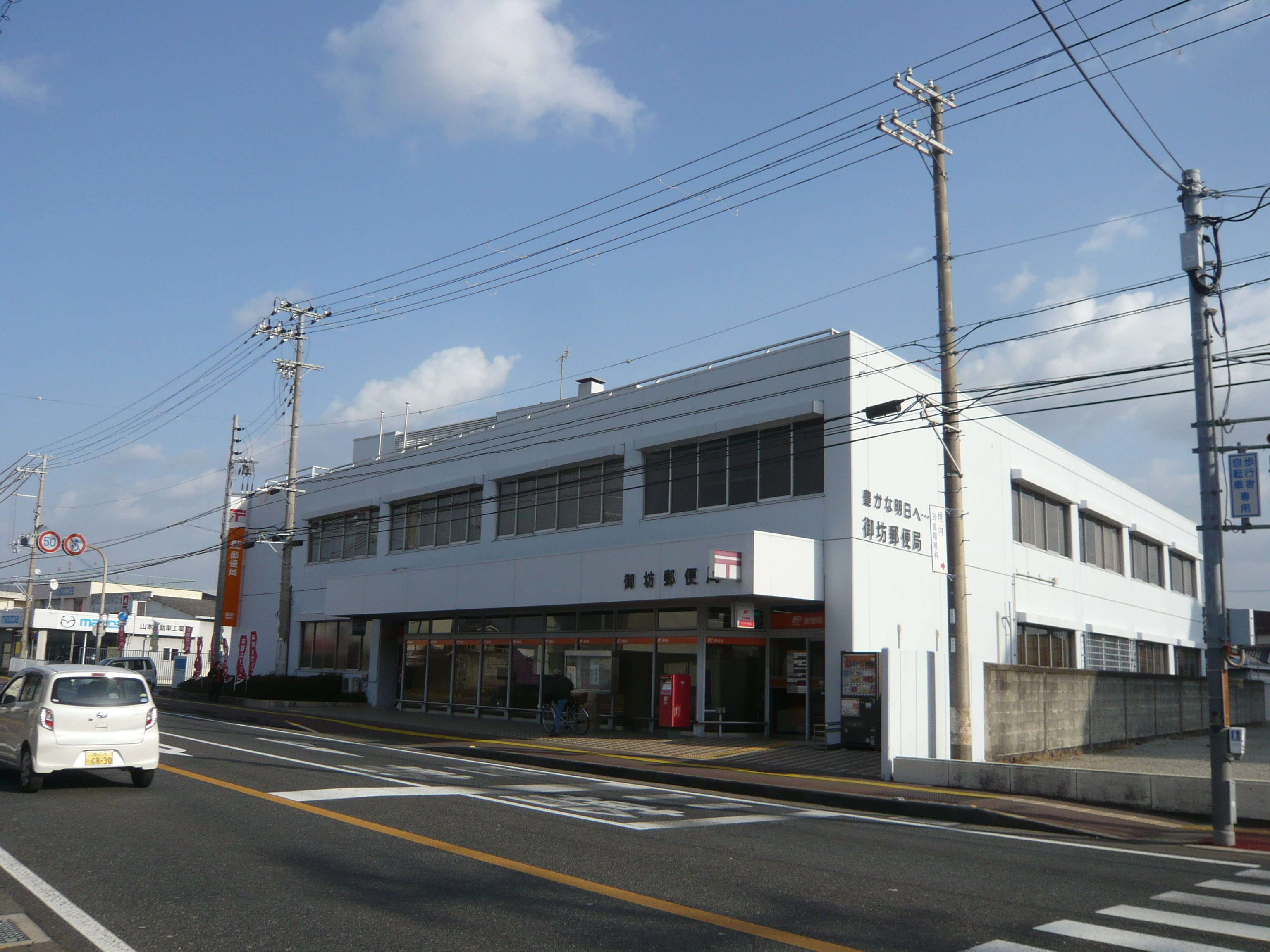
御坊郵便局

- 大阪支店　ロマンシティ御坊ショッピングセンター内出張所（湯川町財部）（ATMのみ／ホリデーサービス実施）

その他簡易郵便局を除く各郵便局にATMが設置され、御坊郵便局ではホリデーサービスを実施（2011年6月現在）。
※御坊市内の郵便番号は「644-00xx」（ただし藤田町藤井は「649-1341」、藤田町吉田は「649-1342」）（いずれも御坊郵便局の管轄）となっている。
- 民営化以前、藤井郵便局では「649-13xx」区域（藤田町藤井、藤田町吉田、および日高郡日高川町（旧川辺町域の一部））の集配業務を担当していたが、同局は2006年9月19日付で集配業務を御坊郵便局に移管し、現在は窓口業務のみとなっている[4]。

## メディア
- 紀州新聞
- 日高新報

## 教育

### 幼稚園
- 御坊市立大成幼稚園
- 御坊市立湯川幼稚園
- 御坊市立塩屋幼稚園
- 御坊市立名田幼稚園

### 小学校
- 御坊市立御坊小学校
- 御坊市立野口小学校
- 御坊市立塩屋小学校
- 御坊市立藤田小学校
- 御坊市立名田小学校
- 御坊市立湯川小学校

### 中学校
- 御坊市立御坊中学校
- 御坊市立河南中学校
- 御坊市立名田中学校
- 御坊市立湯川中学校
- 和歌山県立日高高等学校附属中学校

### 高等学校
- 和歌山県立日高高等学校
- 和歌山県立紀央館高等学校（旧和歌山県立御坊商工高等学校 平成15年4月1日改名）

### 高等専門学校
- 国立和歌山工業高等専門学校

### 図書館
- 御坊市立図書館

## 交通

### 鉄道
中心駅は西日本旅客鉄道（JR西日本）の紀勢本線と、私鉄の紀州鉄道が乗り入れる御坊駅で、特急含む全ての列車が停車する。
紀勢本線は、和歌山方面へは普通列車が概ね1時間に2本、特急列車が1時間に1本で、田辺方面へは普通・特急共に概ね1時間に1本である。紀州鉄道は、JR線の普通列車と接続する形で朝晩は1時間に2本、データイムは1時間に1本運行されている。
- 西日本旅客鉄道（JR西日本）
  - 紀勢本線（きのくに線）：（日高川町）- 道成寺駅 - 御坊駅 -（日高町）
- 紀州鉄道
  - 紀州鉄道線： 御坊駅 - 学門駅 - 紀伊御坊駅 - 市役所前駅 - 西御坊駅

### 路線バス
- 熊野御坊南海バス 御坊支社
- 中紀バス

前者は御坊駅を起点に印南方面、日高町方面、奥日高方面への路線バスを運行している。
後者は紀伊由良駅を起点に運行しており、御坊市内へは一部の便が乗り入れている。以前は南海バスによる関西空港への空港リムジンバスが運行されていたが、現在は廃止されている。

### 道路
- 高速道路
  - 阪和自動車道（御坊ICより北は湯浅御坊道路）：御坊インターチェンジ - 御坊南インターチェンジ
- 一般国道
  - 国道42号
  - 国道425号

### 港湾
- 日高港（重要港湾）

### 最寄空港
- 関西国際空港（車で約1時間10分（有料道路利用）、特急列車で約1時間半、普通･快速列車で約2時間）
- 南紀白浜空港（車で約1時間（有料道路利用））

## 観光

### 史跡名勝
御坊市は熊野古道に位置し、それにまつわる文化財も多い。
- 本願寺日高別院とその境内のイチョウ（県指定天然記念物）及び周辺の寺内町
- 塩屋王子神社 - 別名は美人王子で、御坊市が美人の里と呼ばれる所以の場所である。
- 九十九王子
- 岩内古墳群
- 亀山城址

### 施設
- 御坊市歴史民俗資料館
- 御坊総合運動公園（御坊市民球場、陸上競技場併設）
- 野口オートキャンプ場
- 日高川ミニゴルフ場
- 観光農園（いちご園、みかん園、メロン園、ブルーベリー園、イモ掘り園、花園）
- 紀州鉄道（日本に残るローカル線として鉄道ファンならずとも人気がある）

### 祭礼
- 御乙祭（須佐神社） - 3月10日
- 印南祭（山口八幡神社） - 10月2日 ※印南町内の神社と合同で行われる。
- 御坊祭（小竹八幡神社） - 10月5日
- 森祭（須佐神社） - 10月第二日曜日
- 土生祭（土生八幡神社） - 10月第三日曜日 ※神社は日高川町だが、御坊市藤田町藤井地区が含まれる
- 熊野祭（熊野神社） - 10月第三日曜日 ※熊野(くまの)ではなく、御坊市熊野（いや）地区にある神社の祭礼
- 塩屋祭（塩屋王子神社） - 10月第三日曜日
- 吉田祭（吉田八幡神社） - 10月第四日曜日

### イベント
- みやこ姫よさこい祭り（5月上旬）
- みやこ姫みなとフェスタ（11月上旬）
- 御坊市花火大会（8月第四土曜日：2000発前後）

### 特産品
- 金山寺味噌
- 醤油
- せち焼き
- なれ寿司
- 御坊人形
- 麻雀牌、サイコロ

## 出身著名人

### 政治家
- 田渕豊吉 - 戦前～戦中の政治家。衆議院議員。
- 二階俊博 - 元衆議院議員。第48代自由民主党幹事長。

### 教育者
- 木下友三郎 - 明治大学総長

### 実業家
- 津村秀松 - 大阪鐵工所（現日立造船）会長、神戸高等商業学校（現神戸大学）教授

### スポーツ選手
- 橋本歩 - 長距離陸上選手
- 酒本憲幸 - サッカー選手（鹿児島ユナイテッドFC）
- 木村山 - 元大相撲力士、年寄岩友
- 和歌乃山 - 元大相撲力士、年寄山分（現在は日本相撲協会を退職）
- 大輝煌 - 元大相撲力士
- 芝﨑和広 - プロ野球選手
- 芝田安希 - バレーボール選手
- 西川真帆 - 柔道選手
- 富山凌雅 - プロ野球選手
- 中田惟斗 - プロ野球選手

### 芸能・文化
- 野田幸男 - 映画監督
- 富司純子 - 女優
- 杉原あつ子 - シャンソン歌手
- 中世明日香  - 声優
- ヤマサキセイヤ - ミュージシャン (キュウソネコカミ)